# Fremdfertigung
Fremdfertigung (oder Fremdleistung) ist in der Wirtschaft die Beschaffung von Vorleistungsgütern durch ein Unternehmen von Lieferanten/Zulieferern zwecks Weiterverarbeitung zu einem Endprodukt. Gegensatz ist die Eigenfertigung.

## Allgemeines
Unter der betrieblichen Funktion der Produktion wird stets Eigenfertigung verstanden. Sind für die Produktion noch Halbfabrikate erforderlich, so müssen diese Vorleistungsgüter als Fremdfertigung über den Wareneingang bezogen werden. Halbfabrikate sind aus der Sicht ihres Herstellers Eigenfertigung, aus der Sicht des sie weiterverarbeitenden Unternehmens Fremdfertigung. Roh-, Hilfs- und Betriebsstoffe gehören betriebswirtschaftlich nicht zu den Halbfabrikaten, doch streng genommen sind zumindest Hilfs- und Betriebsstoffe Halbfabrikate, weil sie Vorleistungsgüter darstellen. Fremdfertigung bedeutet Externalisierung, also die Organisation wirtschaftlicher Aktivitäten über den Markt. Die Entscheidung über den Anteil der Fremdfertigung an der Produktion ist erstmals vor Unternehmensgründung zu treffen.

## Abgrenzung
Die Fachliteratur grenzt die Begriffe Fremdfertigung und Outsourcing voneinander ab. Letzteres ist ein Organisationsmittel, mit dem bisherige Teile der Eigenfertigung an andere Unternehmen ausgegliedert werden, ohne dass die Fremdfertigung hierdurch betroffen wird. Ferner unterscheidet man zwischen Fremdbezug und Fremdfertigung. Fremdbezug ist der Kauf von Bauteilen, während Fremdfertigung die Vergabe von Aufträgen nach eigenem Engineering bedeutet. Besitzt ein Unternehmen keinerlei Eigenfertigung („virtuelles Unternehmen“), ist auch keine Fremdfertigung erforderlich; es lässt im Rahmen des Lohnverfahrens vollständig bei anderen Unternehmen herstellen (beispielsweise in der Textilindustrie üblich).

## Betriebswirtschaftliche Aspekte
Die Begriffe Eigen- und Fremdfertigung tauchen insbesondere bei der Fertigungstiefe auf. Diese lässt sich deshalb als prozentualer Anteil der Eigenfertigung für das Endprodukt charakterisieren. Die Fertigungstiefe entscheidet darüber, wie hoch der Anteil der Eigen- und Fremdfertigung in einem Unternehmen ist:
{\displaystyle {\text{Fertigungstiefe in Prozent}}={\frac {\text{Fremdfertigung}}{\text{gesamte Fertigung}}}\cdot 100\,\%}.
Die Fertigungstiefe (oder Eigenfertigungsquote) sinkt bei Outsourcing (Offshoring, Onshoring) und steigt bei Insourcing und Vorwärtsintegration. 
Die Frage, ob Eigenfertigung oder Fremdbezug (englisch make or buy) bevorzugt werden soll, gehört zur strategischen Planung. Wird die Eigenfertigung verringert, sinken zwar die Herstellkosten, doch müssen bisher selbst hergestellte Bauteile als Halbfabrikate von anderen Unternehmen (Lieferanten/Zulieferern) beschafft werden, sodass die Materialkosten zusätzlich um den Gewinn dieser Zulieferer steigen (höherer Einstandspreis). Zudem entstehen Abhängigkeiten vor allem bei der Just-in-time-Produktion, während etwaige Lagerkosten sich durch die Lagerung von Halbfabrikaten nicht verändern. Je höher das geschätzte Absatzvolumen ist, umso eher lohnt sich die Eigenfertigung wegen der nutzbaren Fixkostendegression. 

## Kriterien
Folgende Kriterien sind bei der Entscheidung zwischen Eigen- und Fremdfertigung zu berücksichtigen:
| Kriterium       | Gründe für Fremdfertigung |
| --------------- | --- |
| Produktqualität | - Problemlösungen durch Spezialisierung bei Forschung und Entwicklung - hohe Produktqualität durch Spezialisierung der Produktionsfaktoren - Einsatz umfassender Prüfmethoden auch bei kleinen Stückzahlen - Nutzung fremder Schutzrechte |
| Kapazitäten     | - Abbau von Kapazitätsengpässen - Vermeidung der Unterbeschäftigung spezialisierter Produktionsfaktoren |
| Kosten          | - geringe Stückkosten durch hohe Auslastung der Produktionsfaktoren - Verlagerung von Betriebsteilen mit geringem Deckungsbeitrag - geringe Forschungs- und Entwicklungskosten - geringe Fixkosten/Lagerkosten                            |
| Risiken         | - Risikodiversifizierung durch Verteilung auf mehrere Lieferanten (Redundanz) - Geringes Risiko bei Produktionsrückgang - Kein Risiko bei Erwerb ungeeigneter Produktionsfaktoren - Kein Risiko der Fehlproduktion                        |

Ein Fremdbezug ist dann sinnvoll, wenn für die Beschaffungsobjekte eine hohe Verfügbarkeit vorhanden ist; eine Eigenfertigung ist demgegenüber dann zweckmäßig, wenn das Beschaffungsobjekt eine hohe strategische Bedeutung hat und ein Fremdbezug mit einer hohen Unsicherheit und Abhängigkeit vom Lieferanten verbunden wäre. Ein Outsourcing ist insbesondere dann vorzunehmen, wenn der Vergleich der Transaktionskosten zu Gunsten des Fremdbezugs ausfällt.

## Strategien
Eigen- oder Fremdfertigung ist auch eine Produktionsstrategie, denn es gilt zu entscheiden, ob die umfängliche Eigenfertigung eine auch künftig zu erhaltende Kernkompetenz darstellt oder nicht. Das Lean Management und dessen Teilbereich Lean Production zielen unter anderem darauf ab, den Anteil der Eigenfertigung zu Gunsten des Fremdbezugs zu verringern, also die Fertigungstiefe zu verringern und ursprünglich selbst produzierte Güter von Zulieferern fremd zu beziehen. Im Rahmen dieser Konzepte wird die optimale Fertigungstiefe automatisch über Eigenfertigung oder Fremdbezug mit beantwortet.
Ein Kraftfahrzeughersteller beispielsweise besitzt im Regelfall keine vollständige Eigenfertigung, denn er beschafft unter anderem Autoreifen oder Autoglas im Rahmen der Fremdfertigung bei Zulieferern. Er konzentriert sich in seiner Eigenfertigung hauptsächlich auf Fahrgestelle, Karosserien oder Motoren. Entscheidet er sich nun, die Motoren durch andere Unternehmen herstellen zu lassen und gliedert die Motorenfertigung aus, handelt es sich um Outsourcing. Seine bisher in Fremdfertigung übernommenen Vorleistungsgüter werden dadurch nicht betroffen.